# Scooby-Doo! (2020.)
Scooby-Doo! (engl. Scoob!) prvi je kino animirani film iz serije Scooby Doo, izdan 2020. godine. Film je u hrvatska kina došao 17. rujna 2020.

## Glasovi